# Kačiny
Kačiny je přírodní památka západně od obce Černovice v okrese Blansko. Důvodem ochrany je zachování jednoho z nejvýše položených přírodě blízkých porostů s převahou habru s druhově bohatým bylinným podrostem. Jedná se o biocentrum druhové diverzity listnatého lesa uprostřed smrkových monokultur. V území se vyskytují pozoruhodné skalní útvary.

## Fotogalerie

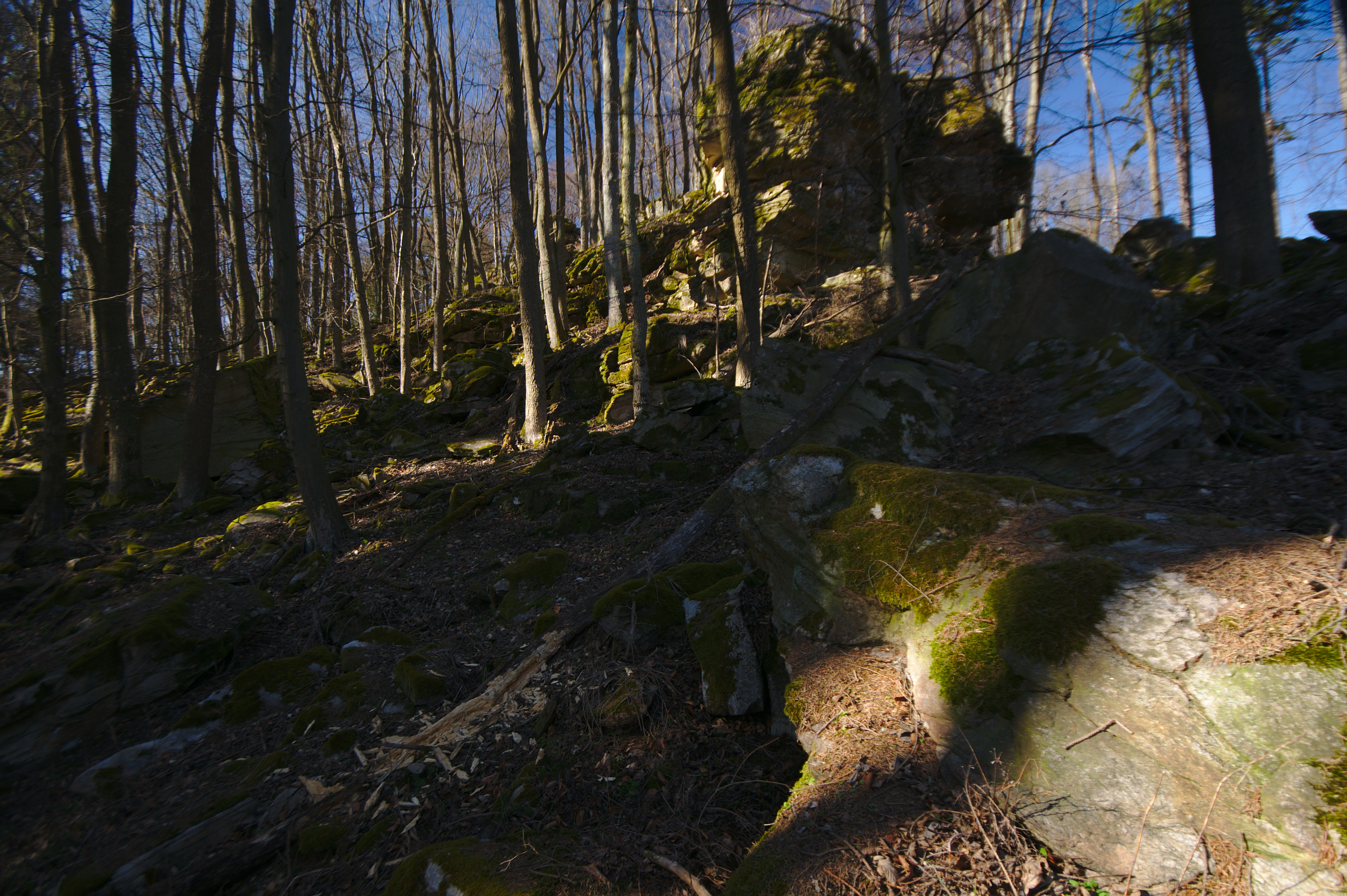
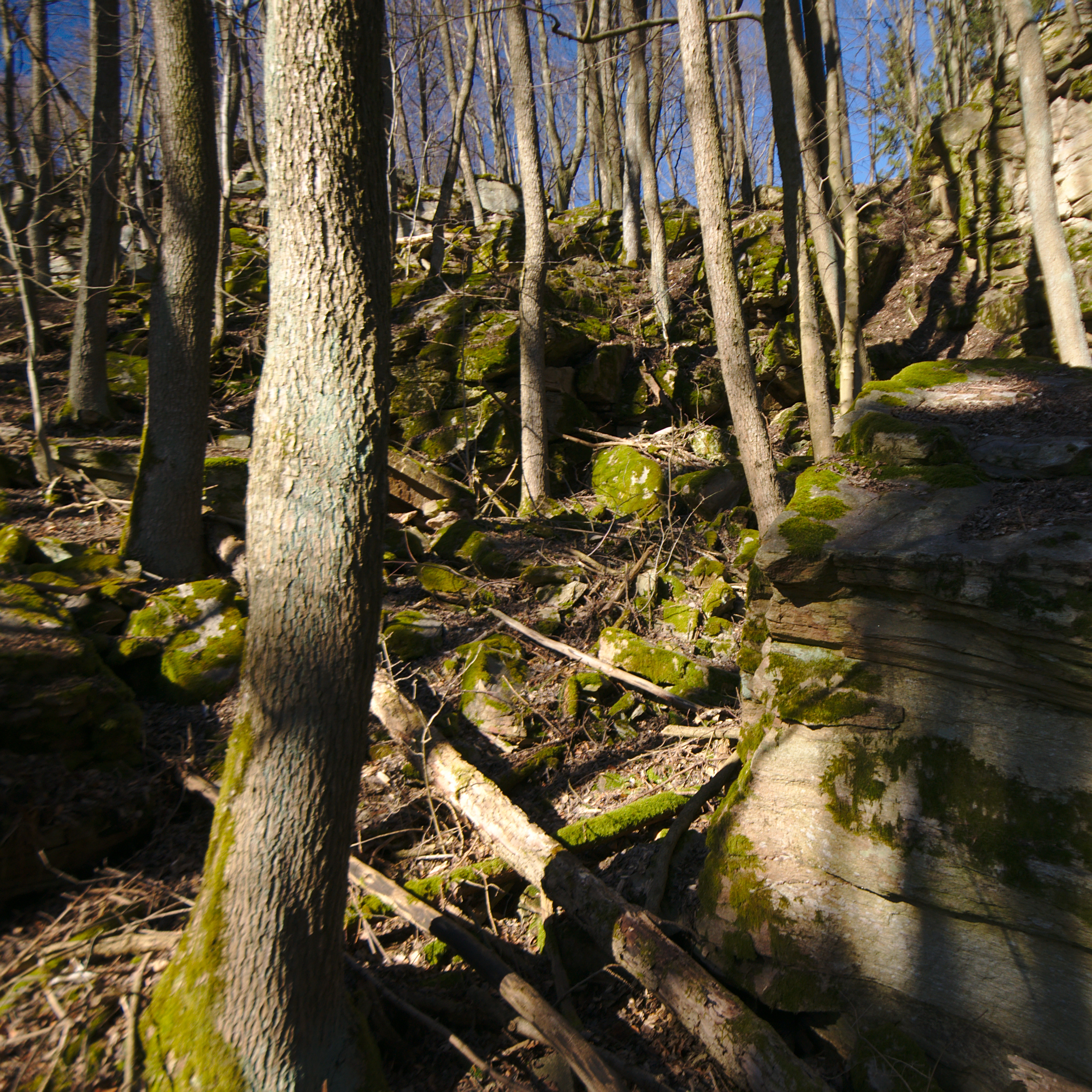
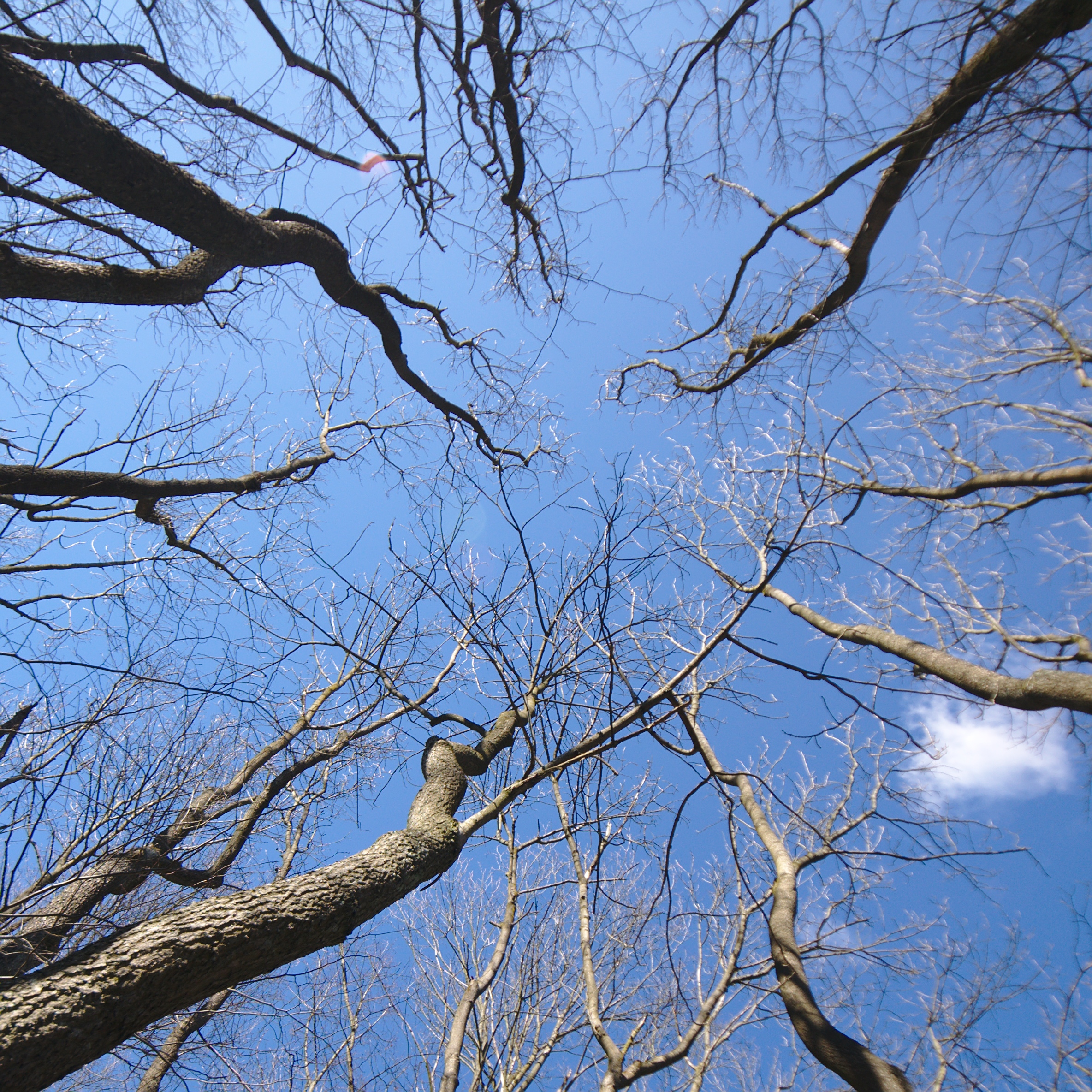
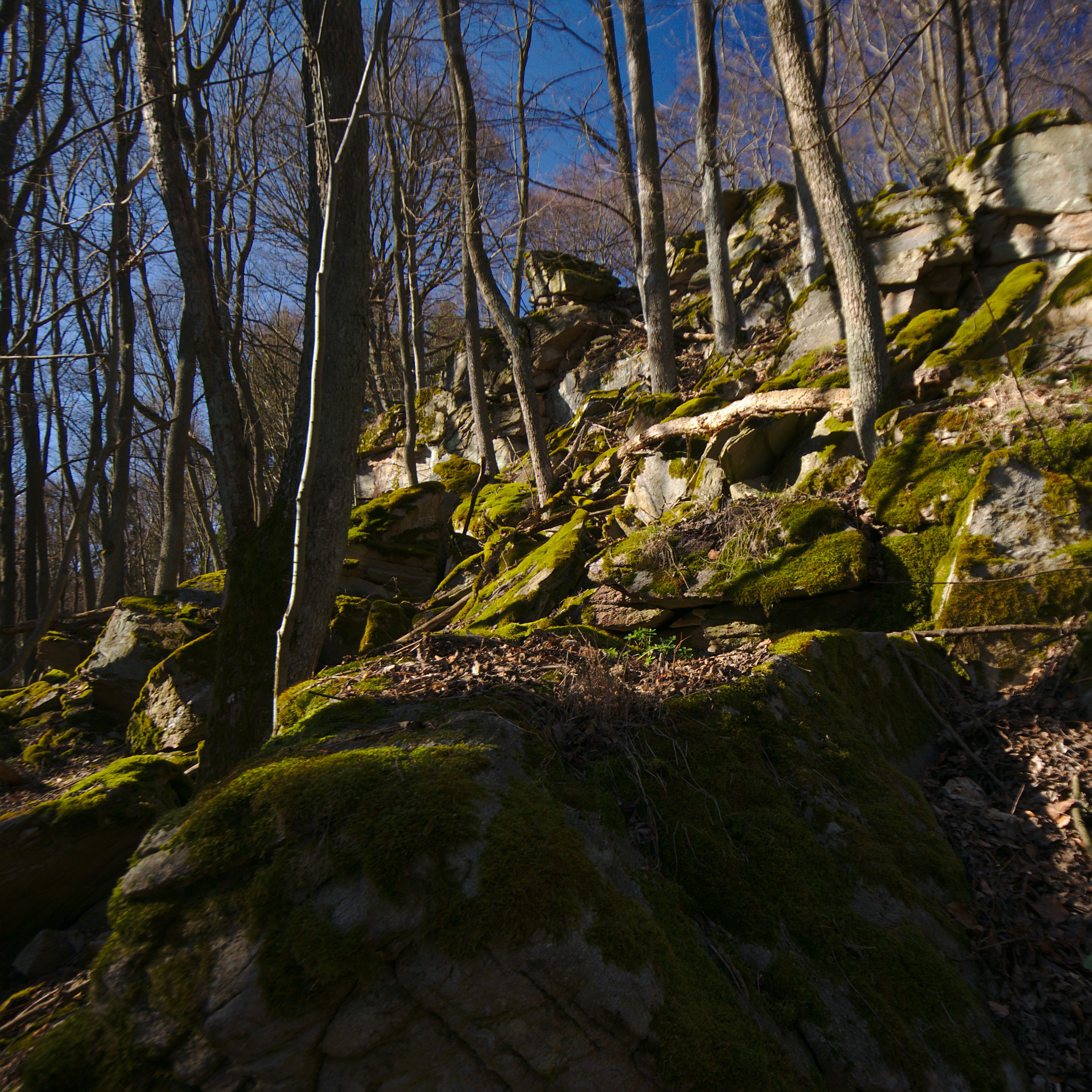
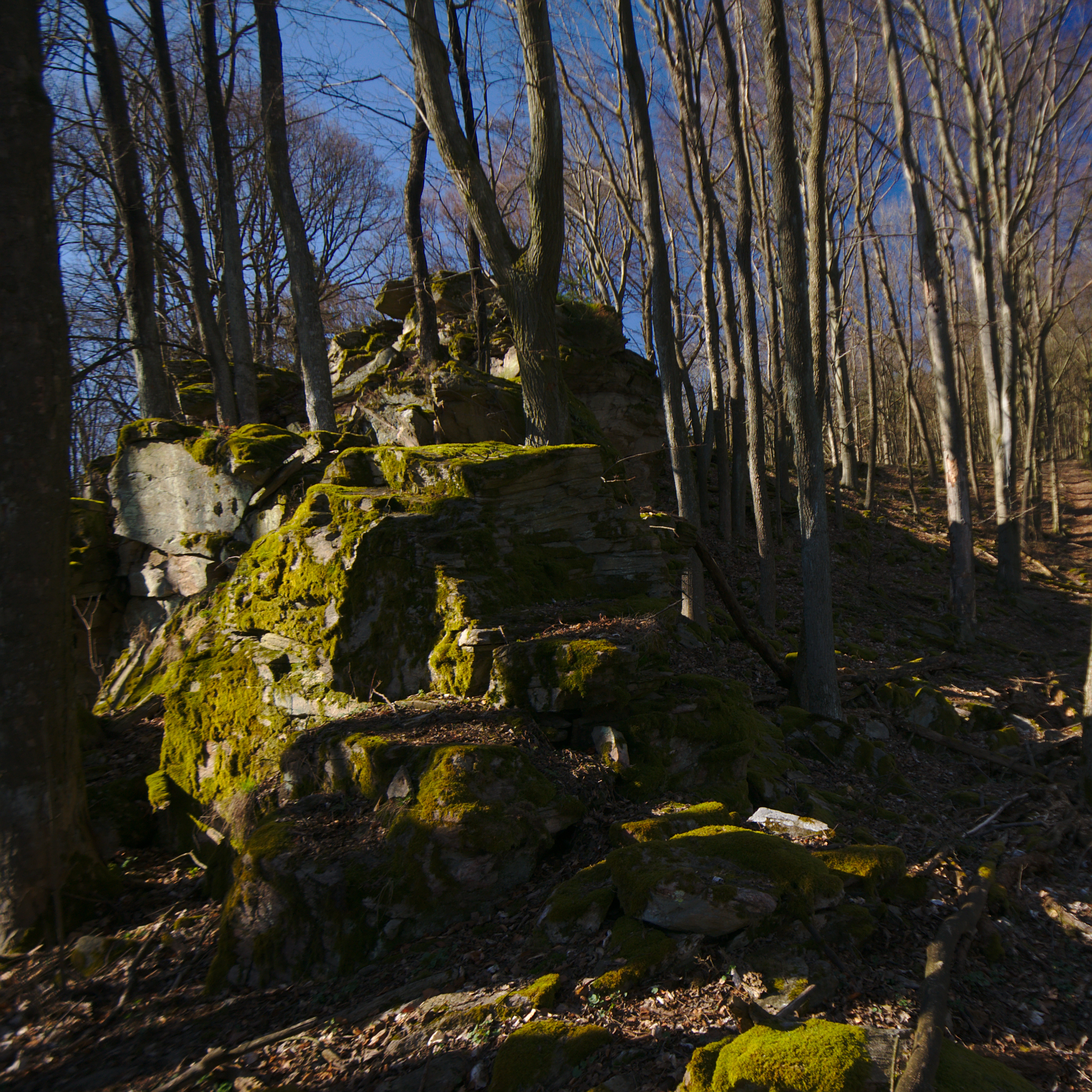
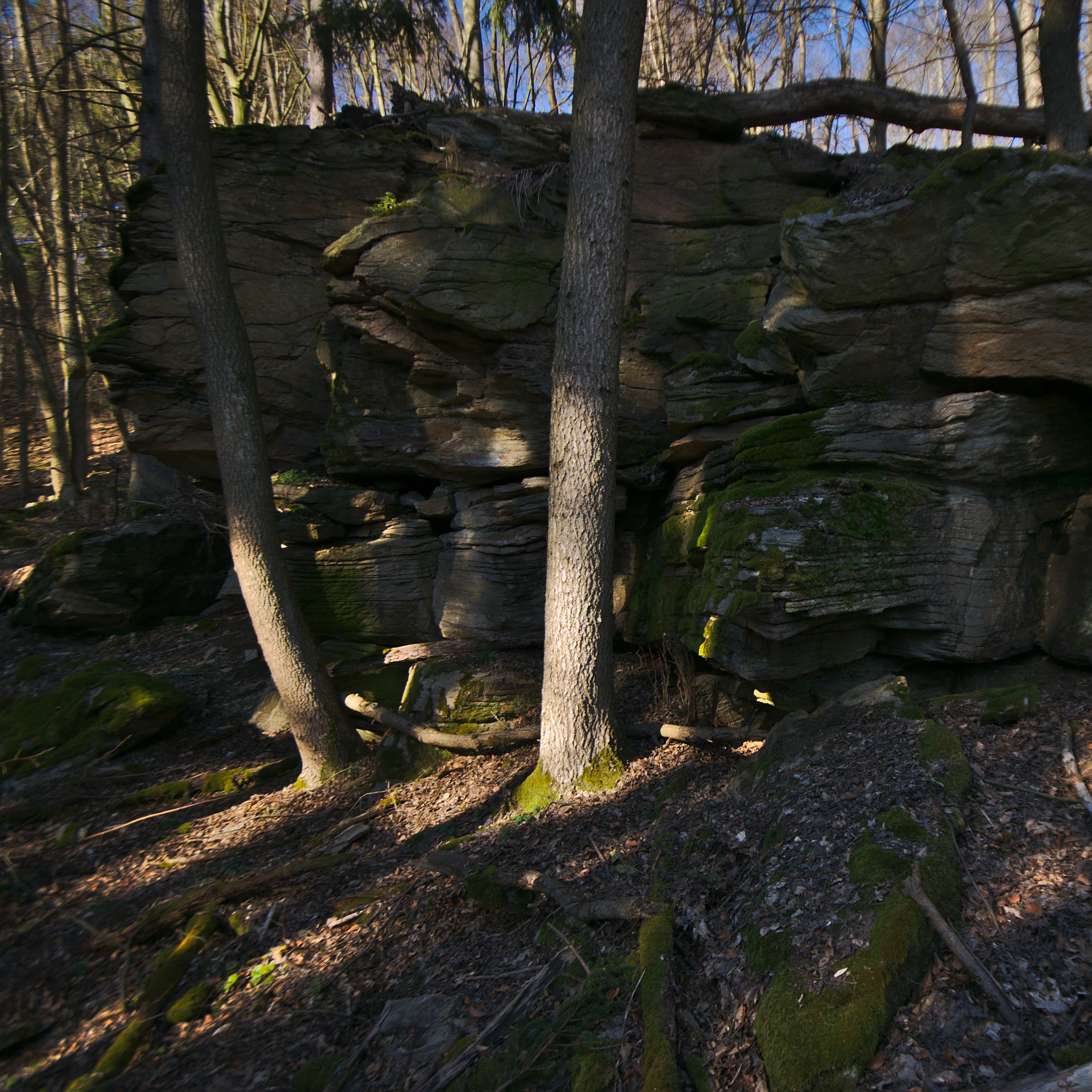
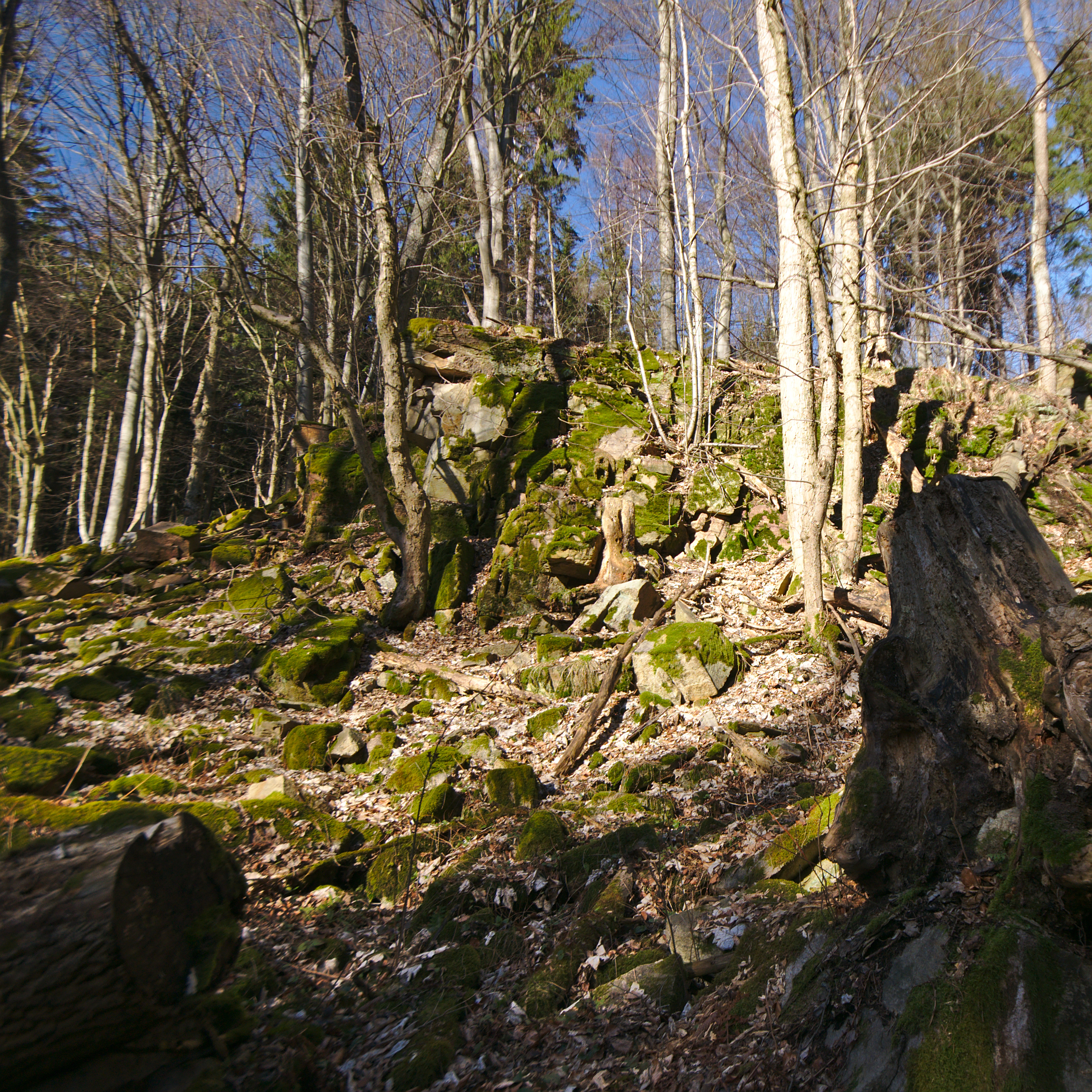